# Baby Zhang
Baby Zhang Hanyun (cinese tradizionale: 張含韻; cinese semplificato: 张含韵; pinyin: Zhāng Hányùn; Sichuan, 9 aprile 1989) è una cantante cinese, conosciuta anche con il nome di Kristy Zhang.
Il successo è arrivato dopo essersi piazzata in terza posizione nella gara canora Super Girl, nell'edizione del 2004.
Zhang ha pubblicato il suo primo album, I am just Zhang Hanyun, subito dopo il concorso canoro. Da allora, la ragazza è stata scelta come portavoce per gli spot pubblicitari della Mengniu Dairy Corporation, grazie ai quali si è fatta conoscere dal grande pubblico.
Il nome Baby le è stato dato a causa della sua giovanissima età e dell'aspetto da bambina, e i testi delle sue canzoni trattano per lo più tematiche della vita adolescenziale, come testimonia il singolo Sour and Sweet Is What I Am (酸酸甜甜就是我). Tale canzone prende ispirazione da una melodia cantata da Lene Nystrom degli Aqua, Pretty Young Thing. Brani come questo sono il riflesso dei pensieri dei giovani cinesi di oggi, e quindi attraggono diversi giovani fan.
Gli stili musicali di Zhang subiscono variazioni, come nel brano In a test (考试中), nel quale sono presenti parti rappate.

## Discografia
| Album                                                                      | Tracklist |
| -------------------------------------------------------------------------- | --- |
| Baby Zhang 我很张含韵 Luglio 2005                                          | 1. 放假了 (Holiday... Finally) 2. 精灵 (Precise) 3. 一个人长大 (Growing Up Alone) 4. 考试中 (Examination) 5. 梦游记 (Sleep-Walking legend) 6. 妈妈 我爱你 (Mama, I love you) 7. 青蛙公主 (Frog Princess) 8. 酸酸甜甜就是我 (Sweet and Sour is me) 9. 星期天 ("Day"day) (Pun on Monday, Tuesday etc etc) 10. 想唱就唱 (Sing if you want to Sing) |
| Baby Zhang 我很张含韵(预售版) Luglio 2005                                  | 1. 放假了 (Holiday... Finally) 2. 考试中 (Examination) 3. 妈妈我爱你 (Mama, I love you) 4. 和大家 Say Hello (Say Hello to Everyone) 5. 录音棚中的故事 (Story in the Studio) 6. 拍 MV 的辛苦 (Filming MV's are difficult) 7. 后悔做艺人么？ (Regret being an artist?) 8. 我的"青蛙王子" (My Frog prince) 9. 放假最想做的事情 (What I want to do during the Holiday) 10. 说发型 (Hair Style) 11. 给首张专辑的自我评语 (Critical of my own album) 12. 最感谢的人 (The one I want to Thankyou) 13. 对父母说的话 (Talking to my Parents) 14. 说可爱 (Saying Cute) 15. 说官网 (Saying Official Sites) 16. 给 Fans 的话 (Message to my Fans) |
| Baby X'mas 新年好 Dicembre 2005                                            | CD 1. 最想念的季节 圣诞賀年单曲 (Most memorable Season) (Assolo di Natale/Capodanno) 2. 追梦 中央电视台((梦里人))卡通主题曲 (Chasing Dreams) (Canzone tema per la serie animata della CCTV "Dream Person") VCD 1. 最想念的季节 MV (Most memorable Season) 2. 酸酸甜甜就是我 MV (Sweet and Sour is Me) 3. 想唱就唱 MV (Sing if you want to Sing) 4. 放假了 MV (Holiday... Finally) 5. 妈妈 我爱你 MV (Mama, I love you) |
| Baby Zhang 1st Album 一人一梦 (Versione speciale di Hong Kong) Aprile 2006 | 1. 最想念的季节 (Most memorable Season) 2. 哎呀呀 (Mamamia) 3. 精灵 (Precise) 4. 想唱就唱 (Sing if you Want to sing) 5. 追梦 (Chasing Dreams) 6. 追梦星期天 (Chasing dreams on "Day"day) 7. 考试中 (Examination) 8. 妈妈我爱你 (Mama, I love you) 9. 酸酸甜甜就是我 (Sweet and Sour is me) 10. 梦游记 (Dream Walking Legend) 11. 一个人长大 (Growing up Alone) |
| Power of Young 青春无敌 6 febbraio 2007                                    | 1. 公主的魔法項鏈 (Magical Necklace of a Princess) 2. 閃亮亮 (Bright and Flashing) 3. Baby Baby 4. 夢想太空號 (Dream of Space) 5. 白色 (White) 6. 青春無敵 (Unbeatable youth) 7. 北鼻與底兒 (Northern Nose vs South Son) 8. 星星的眼睛 (Stars of Eyes) 9. 哎呀呀 (Mamamia) 10. 只要我長大 (As Long as I grow Up) |